# The Birth of a Nation (2016)
The Birth of a Nation é um filme de drama histórico produzido nos Estados Unidos, dirigido por Nate Parker e lançado em 2016.
O filme é vagamente baseado na história de Nat Turner, um homem escravizado que liderou uma rebelião de escravos no Condado de Southampton, Virgínia, em 1831. O filme foi coescrito, coproduzido e dirigido por Nate Parker, em sua estreia como diretor. O título do filme é o mesmo do filme de 1915 de D. W. Griffith.

## Sinopse
O letrado e inteligente escravo Nat Turner (Nate Parker) é usado por seu dono, Samuel Turner (Armie Hammer) para pregar e acalmar os demais escravos. Porém, ao testemunhar diversas atrocidades contra a ele mesmo e sua raça, Nat passa a orquestrar uma revolta na esperança de liderar seu povo rumo à liberdade.

## Elenco
- Nate Parker como Nat Turner
- Armie Hammer como Samuel Turner
- Mark Boone Junior como Reverendo Walthall
- Colman Domingo como Hark Turner
- Aunjanue Ellis como Nancy Turner
- Dwight Henry como Issac Turner
- Aja Naomi King como Cherry Turner
- Esther Scott como Bridget Turner
- Roger Guenveur Smith como Isaiah
- Gabrielle Union como Esther
- Penelope Ann Miller como Elizabeth Turner
- Jackie Earle Haley como Raymond Cobb
- Tony Espinosa como Nat Turner (jovem)
- Jayson Warner Smith como Hank Fowler
- Jason Stuart como Joseph Randall
- Steve Coulter como General Childs